# Gaikhur
Gaikhur (nep. गाईखुर) – gaun wikas samiti w zachodniej części Nepalu w strefie Gandaki w dystrykcie Gorkha. Według nepalskiego spisu powszechnego z 2001 roku liczył on 1121 gospodarstw domowych i 5076 mieszkańców (2754 kobiet i 2322 mężczyzn).